# Power (Montana)
Power è un census-designated place degli Stati Uniti d'America, nello stato del Montana, nella Contea di Teton. Nel 2010 contava 179 abitanti.
Power è un centro abitato formato da un piccolo agglomerato centrale in cui si concentra la maggior parte della popolazione, mentre il resto delle zone sono poco abitate o abbandonate. Il territorio è, infatti, prevalentemente rurale.
È caratterizzato da un clima molto arido.